# Manuel Esteban Soto
Manuel Esteban Soto, född 28 januari 1994, är en friidrottare från Colombia. Han deltog vid olympiska sommarspelen 2016 och olympiska sommarspelen 2020.